# 阿尤希固什
阿尤希固什（?—?），名阿优希，「固什」即國師之轉音，明代蒙古喀喇沁部僧侶、翻譯家。
阿优希兼通梵語、藏語、蒙古語三种语言。第三世达赖喇嘛索南嘉措和俺答汗会见时，阿优希担任翻译官。达赖赐他阿难答满珠锡里固什之号，所以称阿尤希固什。1585年，俺答汗长子僧格都楞（辛爱黄台吉、乞庆哈）迎三世达赖嘛来土默特，1587年，阿尤希固什陪同达赖喇嘛赴喀喇沁。同年，创制蒙古文标音字母阿利伽力（阿里嘎里）字。1602年—1607年，他和锡勒图固什绰尔吉组织漠南蒙古右翼三万户的译者贤能译一百零八卷《甘珠尔》为傳統蒙古文。